# Topološki prostor
Topološki prostor je v matematiki množica, v kateri je za vsak element definiran pojem okolice. S pomočjo okolic matematika preučuje, kateri elementi so blizu skupaj in kateri so oddaljeni.

## Definicija topologije
Topološki prostor je množica X skupaj s topologijo T. Topologija prostora je množica, ki ima za elemente podmnožice prostora X. Elemente topologije imenujemo odprte množice in zanje morajo veljati naslednji aksiomi:
- Prazna množica in celotna množica X sta obe odprti množici:
- Unija poljubnega števila (lahko tudi neskončno mnogo) odprtih množic je spet odprta množica.
- Presek končnega števila odprtih množic je spet odprta množica.

Komplemente odprtih množic imenujemo zaprte množice. Nekatere množice so lahko tudi odprte in zaprte hkrati (zgled je npr. kar celotna množica X).
Elemente prostora X po navadi imenujemo točke. Za poljubno točko a potem definiramo pojem okolice:
Okolica točke a je vsaka množica V, ki vsebuje neko odprto množico, ki vsebuje točko a. Množica V je lahko tudi sama že odprta - v tem primeru je V osnovna (bazična) okolica točke a.

## Zgledi topoloških prostorov

### Metrični prostor
Zgled topološkga prostora je metrični prostor - to je prostor, v katerem je definirana metrika (razdalja v posplošenem smislu besede).
Osnovna okolica točke a je množica vseh točk, ki so od a oddaljene za manj kot ε. Tako okolico imenujemo ε-okolica (beri: epsilonska okolica):
{\displaystyle {\mathcal {O}}_{\varepsilon }(a)=\{x;d(x,a)<\varepsilon \}}

### Evklidski prostor
Najpreprostejši zgled metričnega prostora je evklidski prostor. To je prostor, v katerem je metrika kar običajna razdalja (imenujemo jo tudi evklidska razdalja ali evklidska metrika). Za vsako razsežnost (n = 1, 2, 3, ...) obstaja natanko en evklidski prostor.
Trirazsežni evklidski prostor je matematični opis za prostor, ki nas obdaja. Okolica točke a v tem prostoru je odprta krogla (tj. krogla brez lupine) z radijem ε okrog točke a.
Dvorazsežni evklidski prostor je (običajna evklidska) ravnina. Okolica točke a v tem prostoru je odprt krog (tj. krog brez robne krožnice) z radijem ε okrog točke a.
Enorazsežni evklidski prostor je premica. Pogosto točkam na premici priredimo števila in si premico predstavljamo kot številsko premico. Okolica točke a v tem primer je odprti interval (a − ε,a + ε).

### Hausdorffov prostor
Splošnejši primer topološkega prostora je Hausdorffov prostor. To je topološki prostor, v katerem imata poljubni dve različni točki vedno disjunktni okolici.